# Račice u Dlouhého
Račice (deutsch Ratschitz) ist eine Gemeinde in Tschechien. Sie liegt neun Kilometer südöstlich von Nové Město na Moravě und gehört zum Okres Žďár nad Sázavou.

## Geographie
Račice befindet sich linksseitig der Talmulde des Baches Račický potok auf einer Hochfläche am südlichen Fuße des Křiby (Spinnberg, 571 m) in der Böhmisch-Mährischen Höhe. Westlich liegt der Teich Strženík.
Nachbarorte sind Křídla, Ježkov, Branišovský Mlýn und Branišov im Norden, Ráčkův Mlýn, Albrechtice und Blažejovice im Nordosten, Strchův Mlýn, Míčův Mlýn, Horní Rožínka und Zvole im Osten, Olešínky im Südosten, Mirošov im Süden, Bobrová und Podolí im Südwesten sowie Radešínská Svratka, Lánský Dvůr und Dlouhé im Nordwesten.

## Geschichte
Der um einen Dorfplatz angelegte Rundling wurde wahrscheinlich im Zuge der ersten Kolonisation der Böhmisch-Mährischen Höhe gegründet. Die erste urkundliche Erwähnung von Racsize erfolgte 1462 im Saarer Urbar.
Nach der Aufhebung der Patrimonialherrschaften bildete Račice ab 1850 eine Gemeinde im Bezirk Neustadtl. 1947 wurde die Gemeinde im Zuge der Auflösung des Okres Nové Město na Moravě dem Okres Žďár nad Sázavou zugeordnet.

## Ortsgliederung
Für die Gemeinde Račice sind keine Ortsteile ausgewiesen. Zu Račice gehört die Einschicht Ráčkův Mlýn (Ratschka-Mühle).

## Sehenswürdigkeiten
- ehemaliger Freihof, an der südlichen Seite des Dorfplatzes

## Söhne und Töchter der Gemeinde
- Emil Moser (1826–1916), Maler